# Paulo Dias de Novais
Paulo Dias de Novais (født ca 1510, død 9. maj 1589), var en portugisisk opdagelsesrejsende og i øvrigt barnebarn af Bartolomeu Dias.